# Maryland Terrapins football
La squadra di football dei Maryland Terrapins rappresenta l'Università del Maryland a College Park. Competono nella Football Bowl Subdivision (FBS) della National Collegiate Athletics Association (NCAA) e nella Big Ten Conference. La squadra si è unita alla Big Ten il 1º luglio 2014 dopo 62 anni nella Atlantic Coast Conference di cui era stata un membro fondatore. I Terrapins hanno vinto un titolo nazionale, nel 1953.

## Titoli nazionali
| Anno                    | Allenatore              | Selettore                    | Record | Bowl                     |
| ----------------------- | ----------------------- | ---------------------------- | ------ | ------------------------ |
| 1953                    | Jim Tatum               | Associated Press, Allenatori | 10-1   | S Orange Bowl (Oklahoma) |
| Totale titoli nazionali | Totale titoli nazionali | Totale titoli nazionali      | 1      | 1                        |

## Membri della College Football Hall of Fame
| Ind. | Giocatore        | Ruolo  | Anni      |
| ---- | ---------------- | ------ | --------- |
| 1980 | Bob Ward         | G      | 1948-1951 |
| 1983 | Jack Scarbath    | QB     | 1950-1952 |
| 1993 | Dick Modzelewski | T      | 1950-1952 |
| 1994 | Randy White      | DT     | 1972-1974 |
| 1996 | Bob Pellegrini   | C      | 1953-1955 |
| 2000 | Stan Jones       | Tackle | 1951-1953 |

## Membri della Pro Football Hall of Fame
| Ind. | Giocatore   | Ruolo  | Squadre                            |
| ---- | ----------- | ------ | ---------------------------------- |
| 1991 | Stan Jones  | Tackle | Chicago Bears, Washington Redskins |
| 1994 | Randy White | DT     | Dallas Cowboys                     |